# جيوفاني كسياس
جيوفاني كسياس (بالإسبانية: Giovani Casillas)‏ (4 يناير 1994 بغوادالاخارا في المكسيك - ) هو لاعب كرة قدم مكسيكي في مركز الهجوم. شارك مع منتخب المكسيك تحت 17 سنة لكرة القدم. أما مع النوادي، فقد لعب مع نادي تشياباس ونادي شيفاز يو إس أي ونادي غوادالاخارا وCoras FC ‏.

## وصلات خارجية
- جيوفاني كسياس على موقع الاتحاد الدولي (مؤرشف)  (الإنجليزية)
- جيوفاني كسياس على موقع الدوري الأمريكي (الإنجليزية)
- جيوفاني كسياس على موقع قاعدة بيانات كرة القدم.إي يو (الإنجليزية)
- جيوفاني كسياس على موقع Soccerway.com (الإنجليزية)
- جيوفاني كسياس على موقع AS.com (الإسبانية)